# Spickendorf
Spickendorf is een plaats en voormalige gemeente in de Duitse deelstaat Saksen-Anhalt, en maakt deel uit van de Landkreis Saalekreis.
Spickendorf telt 507 inwoners.